# Reformlandsmannschaft
Als Reformlandsmannschaften, Festlandsmannschaften oder neue Landsmannschaften werden die ab 1837 aufkommenden studentischen Landsmannschaften bezeichnet. Mit ihren Grundsätzen traten diese Studentenverbindungen für die Gleichberechtigung der Studentenschaft sowie die Beendigung von Verrufen ein, was heute zum Allgemeingut aller Korporationen gehört. Reformlandsmannschaften entstanden zunächst in Göttingen und anschließend auch in Bonn, Tübingen, Leipzig, Halle sowie weiteren Städten. Sie legten das landsmannschaftliche Prinzip ab, richteten sich insbesondere gegen die Dominanz der Corps und „fühlten sich als deren ausgesprochene Gegner, erreichten es jedoch, besonders in Göttingen und Bonn, daß die Corps sich ihren Grundsätzen anpassten und einen gemeinsamen Comment ausarbeiteten und nach ihm zusammenarbeiteten.“

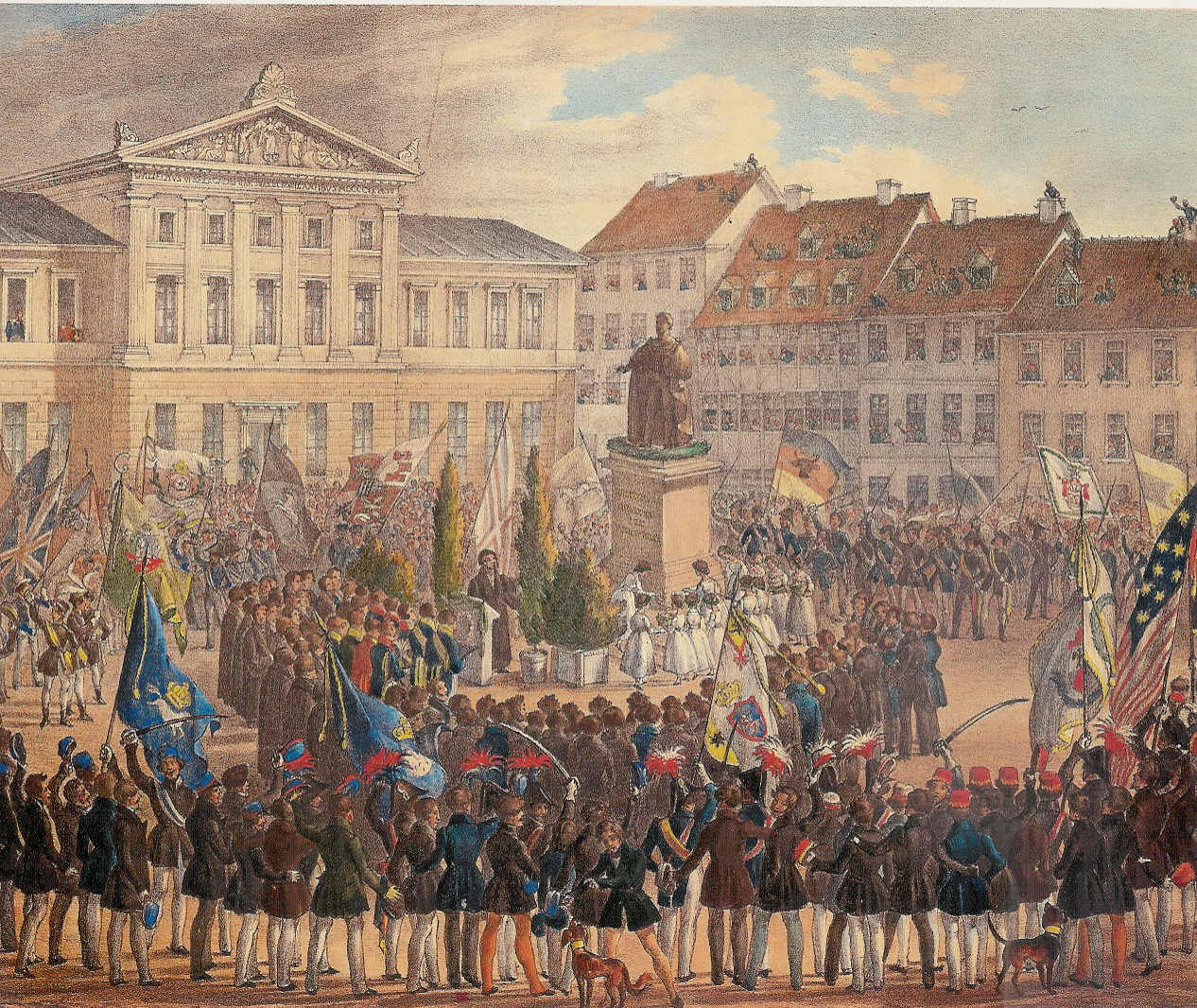
Denkmalsweihe am ersten Tage der Säcularfeier der Universität Göttingen, 17. September 1837

## Die Reformlandsmannschaften in Göttingen

### Vorgeschichte
Bereits kurz nach der Gründung der Georg-August-Universität 1737 waren die ersten Landsmannschaften entstanden. Bekannt sind die Braunschweiger, Bremenser, Frankfurter, Hamburger, Hannoveraner, Holsteiner, Ilfelder, Kurländer, Livländer, Mecklenburger, Mosellaner, Pommern, Rheinländer und Westfalen. Infolge der ständigen Bekämpfung der Universitätsbehörden mussten sie sich wiederholt auflösen. 1789 lösten sich die Westfalen als letzte Landsmannschaft auf. Die 1810 und 1811 gestifteten Landsmannschaften Hessen und Pommern mussten sich 1812 auflösen und dem Prorektor schwören (7. März 1812), keine neuen Landsmannschaften zu gründen. Zur Umgehung dieses Verbots machten sie noch im gleichen Jahr unter der Bezeichnung Corps wieder auf. Somit verschwanden die Landsmannschaften zunächst aus Göttingen.
Seit der Göttinger Revolution (1831) und dem Frankfurter Wachensturm (1833) waren sie jedoch einer scharfen Beobachtung ausgesetzt und gab es danach nur die Bremenser, Braunschweiger und Hildesheimer, vorübergehend auch Westfalen, Lüneburger und Nassauer als Corps, die Friesen war seit 1833 eine Kneipe.

### Gründung der Göttinger Festlandsmannschaften

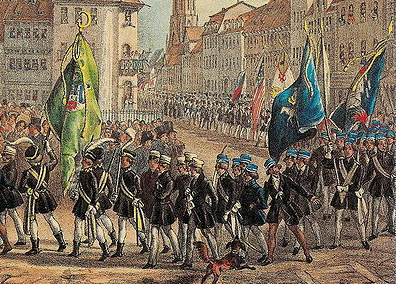
Festzug über den Markt in Göttingen zur St. Johanniskirche, 17. September 1837

Im Jahre 1837 wollte die Universität Göttingen das Fest ihres einhundertjährigen Bestehens feiern und daran die Studenten beteiligen. Aus der Professorenschaft wurde der Vorschlag gemacht, dass die Studenten innerhalb der Fakultäten Lose ziehen und danach Kompanien bilden lassen. Dies stieß auf so starke Ablehnung, dass man den Studenten schließlich gestattete, „die Einteilung nach Verschiedenheit des Vaterlandes gewählt werden möge; natürlich unter der Bedingung, daß keine Corpsverbindungen entstehen dürften.“ So entstanden die auch sogenannten Festlandsmannschaften.
Man wählte unter ihnen Chargierte, Fahnen wurden angeschafft und Landesfarben durften getragen werden. Während man die Fahnen nach dem Fest der Universität stiftete und in der Aula abgab, durften die Mützen aufgetragen werden. Von den ursprünglich zweiundzwanzig Landsmannschaften blieben einige nach der Feier bestehen und nannten sich zunächst Kneipen.

### Umbenennung, Göttinger LC und Grundsätze
Ab 1839 wurden die Gegensätze zwischen Kneipen und Corps schärfer, so betrachtete sich der Göttinger Senioren Convent als Vertretung der Gesamtstudentenschaft. Nach vermehrten Duellen organisierten die Kneipen schließlich eine Versammlung, von der die Corps erfahren hatten und auch, dass ein Burschenschafter anwesend war. Somit sprengten sie die Veranstaltung, indem sie anzeigten, dass eine Burschenschaft gegründet werden sollte. Dadurch kam es zu einer Untersuchung der Universitätsbehörden, und der Prorektor erklärte im Folgenden, dass die Gesellschaften das Maß des Erlaubten nicht überschritten hätten, jedoch gerade im Begriff gewesen seien, das Gesetz zu verletzen. Dies hatte die Folge, dass die Verbindungen im Sommer 1840 sich offiziell als Landsmannschaften zu bezeichnen. Im Anschluss kam es zu der Gründung des ersten Göttinger Landsmannschafter Convents (Göttinger L.C.) sowie zur Schaffung eines Landsmannschafter Comments.
Die neuen Landsmannschaften stellten in der Folgezeit unabhängig voneinander an den einzelnen Universitäten die Forderungen nach
- der Gleichberechtigung aller honorigen Studenten und Studentenverbindungen,
- der Aufhebung aller Verrufe sowie die
- Einsetzung allgemeinverbindlicher Ehrengerichte.[6]

### Waffengebrauch (Verrufe und Ehrengericht)
In ihrer Einstellung zum Waffengebrauch hielten sie am Duell fest, lehnten aber die Bestimmungsmensur ab und vor jedem Duell sollte ein Ehrengericht dessen Berechtigung überprüfen.
Das Verrufswesen fand erst mit der Ratifizierung des Marburger Abkommens durch die vier schlagenden Verbände Deutsche Burschenschaft, Deutsche Landsmannschaft, Senioren-Convent und Vertreter-Convent im Jahre 1914 ein Ende. Es beinhaltet die Aufhebung aller bestehenden Verrufe und das Verbot neuer Verrufe sowie tätlicher Beleidigungen.

### Weitere Entwicklungen
Im weiteren Verlauf kommt es zur Gründung eines Allgemeinen Convents (AC), der jedoch nur kurz Bestand hat, da die Regelung des Schiedsgerichts zu Problemen bei der Beschaffung von Bestimmungsmensuren bei den Corps führt.
Schließlich kommt die Progressbewegung auf, die nun die Landsmannschaften stark beeinflussen. Es kommt zu Auflösungen dieser, die entweder eingehen oder als Corps oder auch als Burschenschaft wieder aufmachen.
Neben der Gründung progressistischer Kränzchen wurde 1844 auch eine progressistische Landsmannschaft, die Hildeso-Cellensia, gegründet.